# تاكياشا الساحرة وشبح الهيكل العظمي (لوحة)
تاكياشا الساحرة وشبح الهيكل العظمي (باليابانية: 相 馬 の 古 内 裏 妖怪 が し ゃ ど く ろ と 戦 う 大宅 太郎 光 圀) هو عمل بأسلوب أوكييو-إه للفنان الياباني أوتاغاوا كونيوشي. اشتهر كونيوشي بتصويره لمشاهد تاريخية وأسطورية، واجتمعا معًا في هذا العمل، يصور أميرة القرن العاشر تاكياشا وهي تستدعي شبحًا عظميًا لإخافة المحارب ميتسوكوني. العمل الآن ضمن مجموعة متحف فكتوريا وألبرت في لندن المملكة المتحدة.

## خلفية تاريخية
في عام 939 م في فترة هييآن باليابان، سار أمير الحرب الساموراي تايرا نو ماساكادو من عشيرة تايرا غربًا من منزله في كانتو، وقاد جيشًا محكومًا عليه بالفشل ضد الحكومة المركزية اليابانية في كيوتو ضد الإمبراطور سوزاكو. بعد تسعة وخمسين يومًا من الانتصارات ضد البؤر الاستيطانية، واجه ماساكادو ابن عمه تايرا نو ساداموري، وقتل في معركة كوجيما. هذه اللوحة تحكي القصة الغريبة لما جاء بعد الثورة. ابنة ماساكادو، الأميرة تاكياشا، تعرضت للدمار الشديد بسبب وفاة والديها، واستمرت في العيش في أنقاض قصر سوما. الذي طاردته أشباح الجنود الذين سقطوا أثناء الثورة. وتحولت الأميرة تاكياشا إلى تعلم السحر. ألتقت مع ناسك في الجبل وتعلمت السحر الأسود وبدأت بالتخطيط للانتقام من عمها ساداموري الذي قطع رأس والدها وحمله إلى طوكيو.
المحاربة عظيمة ميتسوكوني، سمع حكاية هزيمة ماساكادو وأن أبنته الأميرة تاكايشا قد أقامت جيشًا من الذين بقوا جنودًا مخلصين وبدأت بتجهيزهم لمواصلة تمرد آبائها، لذلك قرر السفر إلى القصر لمعرفة ما إذا كانت الشائعات صحيحة. تنكرت تاكياشا على هيئة عاهرة عند وصول ميتسوكوني ألى القصر، وحاولت إغوائه، لكنه اشتبه في وجود فخ بعد أن قام بتقديم تفاصيل كثيرة عن مقتل والدها. غير قادرة على احتواء مشاعرها، هربت تاكايشا من المحارب وهي تبكي. في وقت لاحق من تلك الليلة، نصبت تاكياشا كمينًا لميتسوكوني مع جيش من الهياكل العظمية، وأطلقت العنان لـ جاشادوكورو، وهو هيكل عظمي من المفترض أن يكون بحجم قلعة، هُزمت تاكياشا في النهاية في هذا الهجوم وتوقفت خططها لمواصلة تمرد آباها.

## الوصف
كونيوشي، يصور اللحظة التي كشف فيها جاشادوكورو (وحش خيالي من الفلكلور الياباني) عن نفسه داخل أنقاض قصر سوما. نرى الأميرة تاكياشا على اليسار محاطة بستائر القصر المكسورة. تمسك باللفيفة السحرية، تقرأ التعويذة لإحياء الهيكل العظمي جاشادوكورو - يظهر جاشادوكورو كهيكل عظمية عملاقة، يظهر من فراغ أسود مخيف، متشكل من عظام ضحاياه، أو في هذه الحالة، عظام الجنود الذين تبعوا ماساكادو في ثورته حتى وفاتهم. كان يُعتقد أن هذه الأرواح تحوم في الطرق الريفية المعزولة، وتختطف المسافرين الانفراديين لتقطع رؤوسهم وتشرب دمائهم. قرأت الأميرة تاكياشا اللفيفة الخاصة بها، وخرج جاشادوكورو ومزق الستار. تحت الوحش، يوجد المحارب ميتسوكوني على وشك أن يسل سيفه وساموراي آخر، أرسله الإمبراطور لمطاردة الأميرة. يُنظر إلى الهيكل العظمي على أنه الشخصية المسيطرة، ومن الواضح أن نتنبأ بسقوط ميتسوكوني في مواجهة مثل هذا الرعب الذي يلوح في الأفق بشكل كبير ومع ذلك، كما لعب التاريخ في فترة هييآن، هزمة ميتسوكوني الساحرة تاكياشا في النهاية. وعلى الرغم من أن العيون المعاصرة قد تقف جنبًا إلى جنب مع الأميرة المنتقمة ووحشها السحري، من المفترض أن يكون بطل هذه اللوحة هوه المحارب ميتسوكوني، الذي سيهزم الساحرة ووحشها ببسالة في خدمة الإمبراطور، ولذا فمن غير الواضح من هو الشخص الشرير في اللوحة.

### الهيكل العظمي

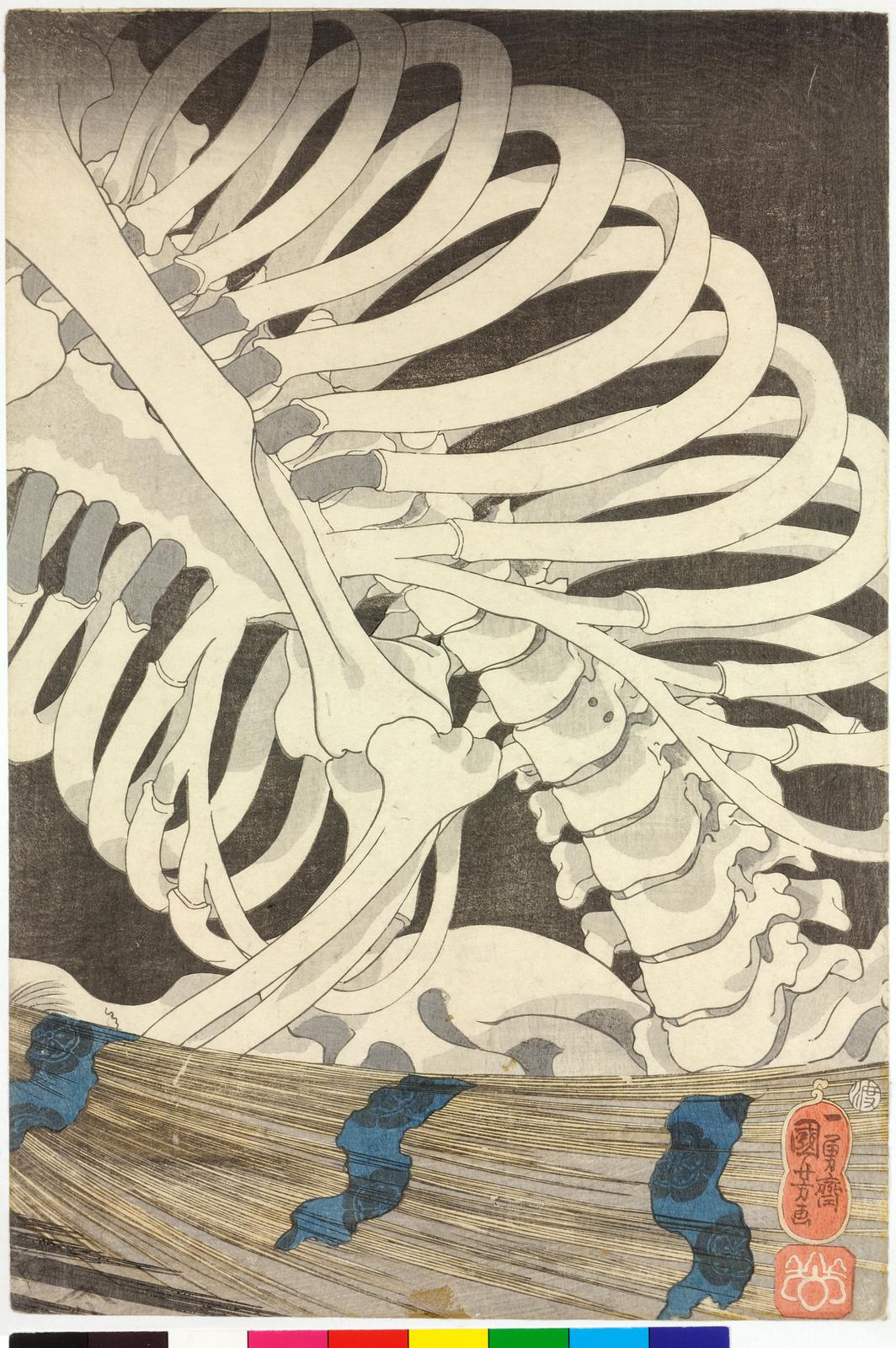
الهيكل العظمي للمخلوق جاشادوكورو

الهيكل العظمي العملاق. في فترة أيدو، كانت دراسة علم التشريح أقل منهجية بكثير مما كانت عليه في أوروبا، وبالتالي فإن التفاصيل والدقة التي قدمها كونيوشي لهيكل جاشادوكورو تعتبر انجاز يفوق عصره. يُعتقد أن كونيوشي ربما امتلك نسخة من كتاب نادر جدًا ومؤثر يسمى كايتاي شينشو، أو كتاب التشريح الجديد - وهو مجلد من 40 رسمًا توضيحيًا علميًا للطبيب الألماني يوهان آدم كولموس يشرح فيه منهج التشريح البشري ودراسة على الهيكل العظمي للأنسان، ترجمه إلى اليابانية. الطبيب والباحث الياباني سوجيتا جينباكو في فترة أيدو. 

### هندسة اللوحة وتصميمها
يلعب المثلثان دورًا مميزًا، ليس فقط في التكوين العام ولكن في الخطوط أيضًا. تؤكد الخطوط التي أنشأتها الجدران والحصير، والطريقة التي تنحني بها وتنطوي، للتأكيد على الحركة الدرامية في المشهد. ليس هذا فحسب، بل إنه يوجه نظر المشاهدين نحو الحركة، ويوفر تباينًا واضحًا للهاوية السوداء التي يتسلق منها الهيكل العظمي إلى المقدمة. تبدو الخطوط المربوطة على الجانب الأيسر، باتجاه الأميرة تاكياشا مثل القفص، مما يشير إلى القيود التي تم وضعها عليها تحت سيطرة والدها بسبب التمرد الذي قام به، ووقوفها أمامه وليس خلفه، مما يدل على أنه لها سلطة على خاطفيها بسبب التمرير والهيكل العظمي الذي استدعته.
تُنشئ الخطوط الموجودة في الصورة منظورًا من نقطة واحدة، مما يلفت الانتباه إلى جمجمة الهيكل العظمي أولاً. فقط بعد جذب انتباه المشاهد تمامًا، يوجه اتجاه الخطوط في الجدران الصفراء المشاهد خلال تسلسل الإجراءات في الحدث. يمكن للمثلثين أيضًا أن يلمحا إلى فكرة اليين واليانغ، والطبيعة الدورية للتاريخ، مما يعزز فكرة أن التاريخ يعيد نفسه. حقيقة أن اللوحة هي رسم توضيحي لحكاية تم وضعها خلال فجر شوغونيت، وتم إنشاؤها في اتجاه انحدار شوغونيت، ليس فقط تعليقًا على الحاجة إلى استعادة فترة ميجي، ولكنها أيضًا تصرخ قائلة ' كما تزرع، هكذا تحصدون'.

## تأثير اللوحة ومكانتها
تمثل اللوحة الشكل الفني المحتضر لفن أوكييو-إه، حيث كان كونيوشي ورفاقه الفنانين آخر فناني أوكييو-إه التقليديين المتبقيين، وقد قام بهذا العمل في نهاية حياته. تابع تلاميذه فن أوكييو-إه، لكن الفن كان غالبًا مزيجًا من الفن الياباني الغربي والتقليدي. مع الحركة الانطباعية على قدم وساق في الغرب، لم تترك أوكييو-إه دون تأثيرها، والعكس صحيح. أصبح العالم أصغر في منتدى الفن، وسرعان ما ضاعت تقاليد حركة أوكييو-إه.

## الرسام

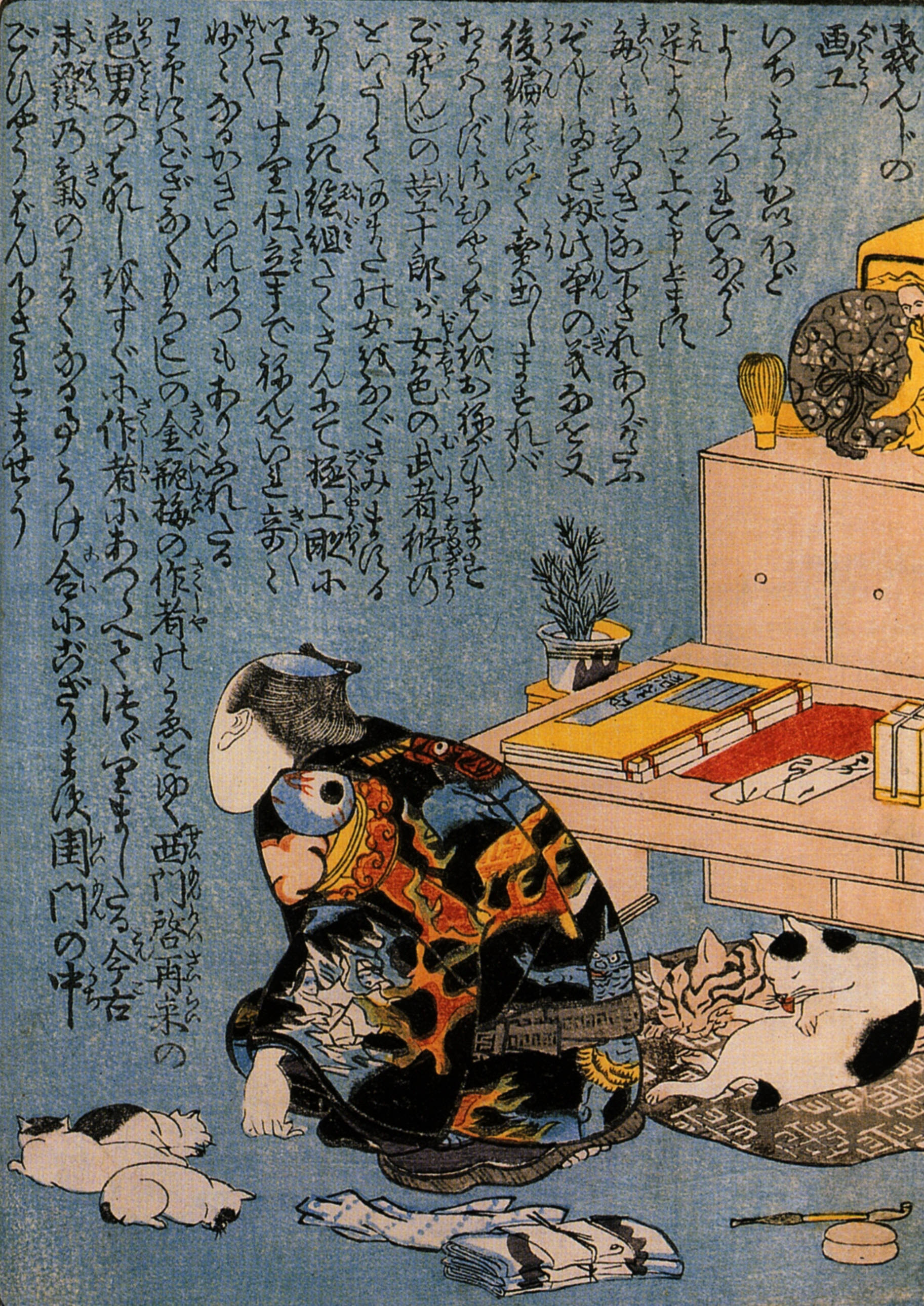
أوتاغاوا كونيوشي

أوتاغاوا كونيوشي (1 يناير 1798 - 14 أبريل 1861) كان أحد آخر أساتذة أسلوب أوكييو-إي الياباني للمطبوعات الخشبية والرسم. كان عضوًا في مدرسة أوتاغاوا. تضمنت مجموعة موضوعات كونيوشي العديد من الأنواع: المناظر الطبيعية، والنساء الجميلات، وممثلي الكابوكي، والقطط، والحيوانات الأسطورية. وهو معروف بتصويره لمعارك أبطال الساموراي الأسطوريين. دمجت أعماله الفنية جوانب التمثيل الغربي في رسم المناظر الطبيعية والكاريكاتير.

## ألوحة بالحجم الكامل

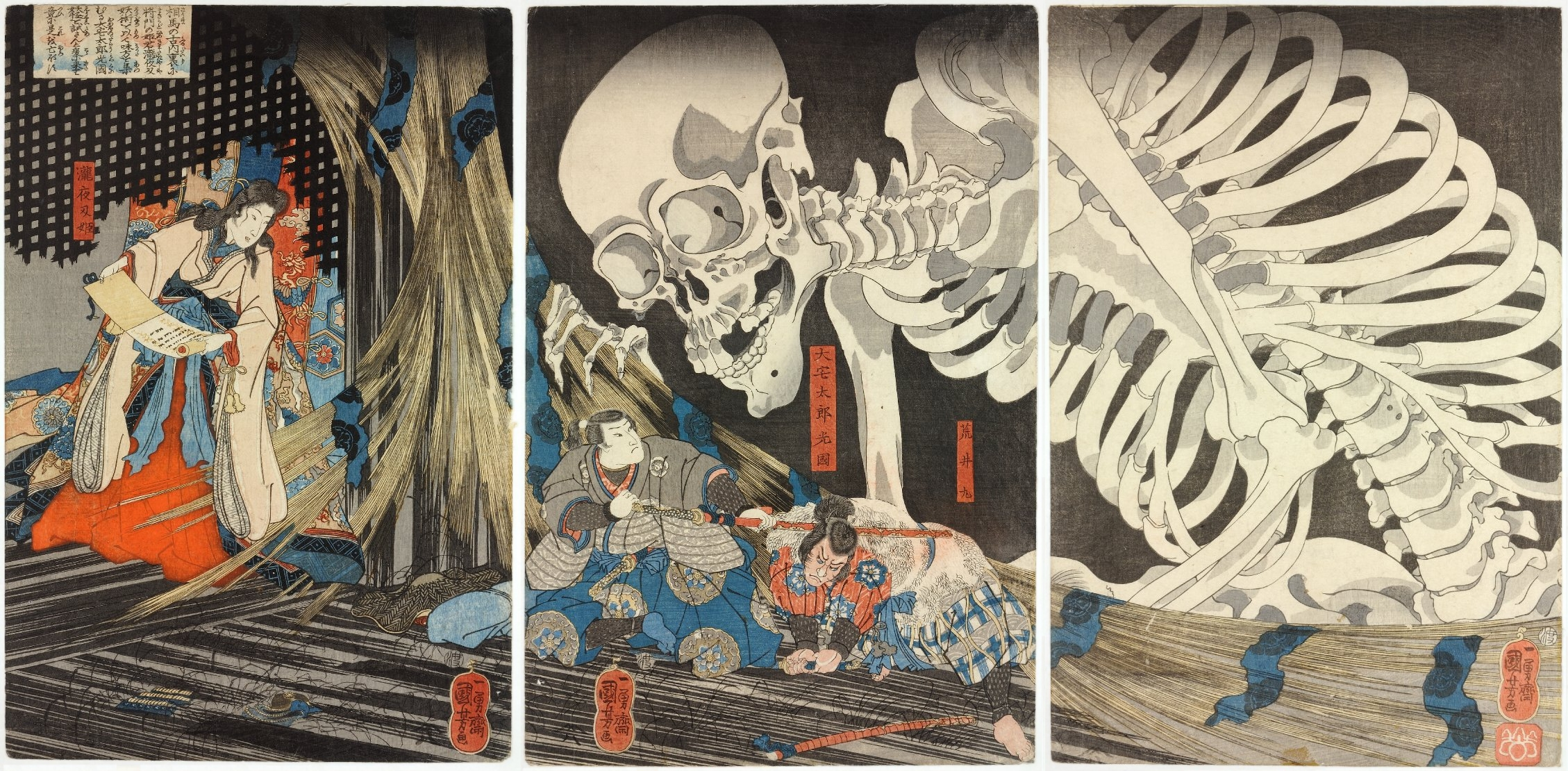